# Mike Gambrill
Michael John Gambrill (23 de agosto de 1935 – 8 de janeiro 2011) foi um ciclista de pista britânico. Competiu nos Jogos Olímpicos de 1956 e 1960. Nos Jogos de 1956, ele ganhou uma medalha de bronze na perseguição por equipes masculina de 4.000 metros.